# Synercticus heteromerus
Synercticus heteromerus är en skalbaggsart som beskrevs av Newman 1842. Synercticus heteromerus ingår i släktet Synercticus och familjen skuggbaggar. Inga underarter finns listade i Catalogue of Life.